# Antonio José Valín Valdés

Bischofswappen von Antonio José Valín Valdés

Antonio José Valín Valdés (* 24. Februar 1968 in Ribadeo) ist ein spanischer römisch-katholischer Geistlicher und Bischof von Tui-Vigo.

## Leben
Antonio José Valín Valdés studierte Philosophie und Theologie und erwarb zudem einen Master in christlicher Kommunikation an der Päpstlichen Universität Salamanca. Am 14. Februar 1993 empfing er das Sakrament der Priesterweihe für das Bistum Mondoñedo-Ferrol.
Nach Aufgaben in der Pfarrseelsorge war er ab 1999 Rektor des Bischöflichen Knabenseminars in Mondoñedo und ab 2006 Spiritual des Priesterseminars. Ab 2012 war er Pfarrer mehrerer Pfarreien und bis 2019 zudem Erzpriester von Mondoñedo. Von 2012 bis 2020 gehörte er zudem dem Konsultorenkollegium des Bistums an. Ab 2015 war er Sekretär für die Pastoral und ab 2017 Bischofsvikar für die Evangelisierung. 2018 wurde er zum Domkapitular ernannt, im Folgejahr wurde er Mitglied im Diözesanpastoralrat. Ab 2019 war er Generalvikar des Bistums, das er während der Sedisvakanz von Oktober 2020 bis September 2021 als Diözesanadministrator verwaltete. Der neue Bischof Fernando García Cadiñanos ernannte ihn erneut zum Generalvikar. Ab 2021 gehörte er außerdem dem Priesterrat an.
Papst Franziskus ernannte ihn am 25. Mai 2024 zum Bischof von Tui-Vigo. Der Erzbischof von Santiago de Compostela, Francisco José Prieto Fernández, spendete ihm am 20. Juli desselben Jahre in der Kathedrale von Tui die Bischofsweihe. Mitkonsekratoren waren der Apostolische Nuntius in Spanien, Erzbischof Bernardito Cleopas Auza, und der Bischof von León, Luis Ángel de las Heras Berzal CMF.